# Cicar
Cicarul de pârâu european (Lampetra planeri (Bloch, 1784)) este o specie mică de ciclostom european din clasa Agnate / Petromyzontida, ordinul Petromyzontiformes, familia Petromyzontidae care trăiește exclusiv în apă dulce. Specia este înrudită cu, dar distinctă de, cicarul de pârâu din America de Nord (Lampetra richardsoni). 
Cicarul este o specie comună, neparazitară, care este endemică în Europa.